# Zoo di Tirana
Il Parco zoologico di Tirana (in albanese Parku Zoologjik i Tiranës), è il giardino zoologico di Tirana, sito nella porzione occidentale del Parku i Madh.
Ospita circa 160 animali di 30 specie diverse.

## Storia
Fu costruito tra il 1960 e il 1966, diventando il primo giardino zoologico pubblico del paese. Intorno al 1973 fu espanso con l'aggiunta di un'area per ospitare uccelli di varie specie. Nel 2019 il sito web TreeHugger ha inserito lo zoo nella sua lista dei sei zoo più tristi al mondo.
Nel 2022 lo zoo è stato riaperto alla presenza del Primo ministro Edi Rama e del sindaco Erion Veliaj dopo un ampio restauro.